# Ommatius setiferous
Ommatius setiferous är en tvåvingeart som beskrevs av Scarbrough 1988. Ommatius setiferous ingår i släktet Ommatius och familjen rovflugor. Inga underarter finns listade i Catalogue of Life.